# Jouy-lès-Reims
Jouy-lès-Reims település Franciaországban, Marne megyében. Lakosainak száma 208 fő (2022. január 1.). Jouy-lès-Reims Bouilly, Les Mesneux, Pargny-lès-Reims és Ville-Dommange községekkel határos.

## Népesség
A település népességének változása:
| Lakosok száma | 168  | 166  | 171  | 185  | 213  | 214  | 220  | 227  | 221  | 208  |
|               | 1968 | 1982 | 1990 | 2006 | 2013 | 2015 | 2017 | 2019 | 2020 | 2022 |